# 메리 와이즈먼
메리 와이즈먼(영어: Mary Wiseman)은 미국의 배우이다. 드라마 《스타 트렉: 디스커버리》에 출연한다.